# バレットM82
バレット M82 (Barrett M82) は、アメリカ合衆国で開発された大口径のセミオート式狙撃銃である。ブローニングM2重機関銃などと共通の12.7x99mm NATO弾（.50 BMG弾）を使用し、代表的な対物ライフルの1つと見なされている。設計者はロニー・バレットで、彼はこの銃の開発および販売のためにバレット・ファイアーアームズ社を設立した。

## 概要

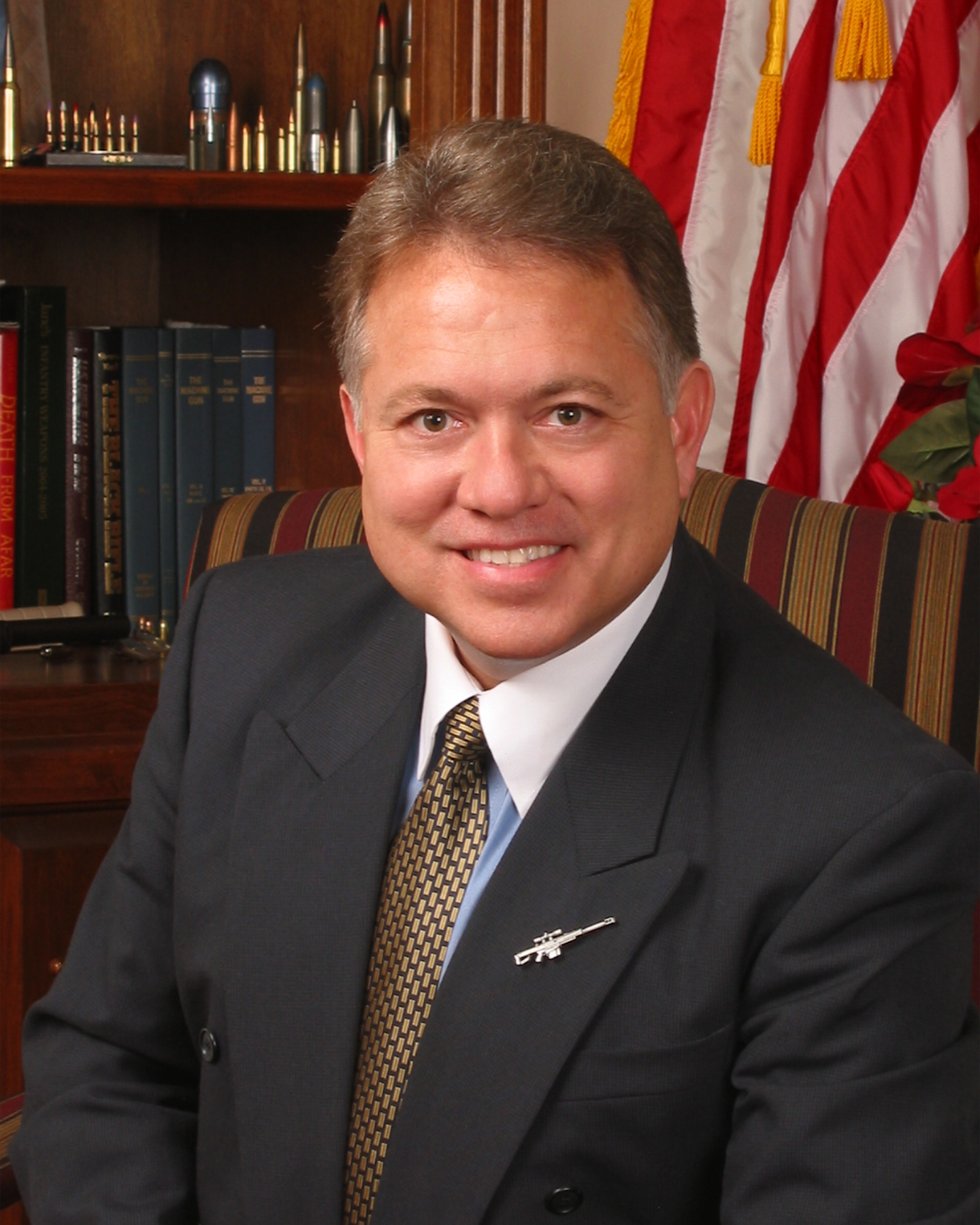
開発者ロニー・バレット。襟にM82を模したバッジを付けている

原型のM82は1982年に開発され、1986年には改良型のM82A1が開発された。M82A1をさらに改修したM107(M82A1M)も、アメリカ軍を中心に使用されている。
弾薬はブローニングM2重機関銃などで採用された.50 BMG弾を使用する。焼夷弾と徹甲弾のほか、炸裂弾の効果を併せ持つRaufoss Mk 211などもある。12.7mm弾は従来の小銃や狙撃銃の弾丸として使用される7.62mm弾と比較すると重量があり、射程も長い。弾道の直進性も良く、長距離射撃の際に空気抵抗や横風などの影響を受けにくく速度低下が少ない。
開発者のロニー・バレットは元々写真家だった。1982年の元日、バレットはナッシュビルのRAMO, Inc.社からの依頼を受け、同社の設計した哨戒艇の宣伝用写真を撮影するべく、パーシー・プリースト湖に向かった。この時に撮影された写真は地元で賞を受けたものの、RAMO社による政府への売り込み自体は不調に終わった。しかし、哨戒艇に搭載されていたM2重機関銃に感銘を受けたバレットは、これと同じ.50 BMG弾を用いる半自動の肩撃ち銃が設計できないものかと考えるようになった。彼はかねてより大口径弾を用いる長距離射撃競技の愛好家の1人だった。しかし、当時はこれに適したライフルがほとんど設計されておらず、愛好家らは口径を変更した中古の旧式対戦車銃（ボーイズ銃やPzB39など）か、高価なオーダーメイドのカスタムガンを購入するほかに選択肢はなかった。また、どのような銃を使うにしても、射撃時の反動は非常に大きかった。そのため、バレットは自らを含む愛好家らの要望に応えうる、快適に射撃できる大口径ライフルの開発に自ら乗り出した。
バレットはM82について、後に「ダイニングルームのテーブルの上で設計され、最初の1つは床板も張られていないガレージで作られた」と表現している。バレットは大学も卒業しておらず、科学や工学について専門教育を受けたことは一切なかった。銃器設計にあたって頼れるのは、戸棚作りをしていた父を手伝った経験、写真館で作業台や道具を作った経験のみだった。また、最初の設計図が描けたのはもともと絵がうまかったからだという。設計図を持ち込んだ町工場の大半で、バレットのアイデアは一笑に付された。その後、機械工ボブ・ミッチェルの協力を取り付け、彼らは日中の仕事を終えた後、バレットの自宅のガレージに設けた作業場でアイデアの実現を試み、設計図が描かれてから4か月もしないうちに射撃可能な最初の試作銃が完成した。ヒューストンで催されたガンショーにて最初の試作銃の射撃ビデオと改良を加えた第2の試作銃の展示を行ったところ、3人から投資を受けることができた。これを元手にガレージで会社を立ち上げ、自作の銃架に収まる数として、最初の30丁のライフルを組み立てた。
過去に対戦車用として同口径の弾薬を使用するライフルがあったため、発表当初には対戦車ライフルの一種と認識されることもあったが、現在配備されているようなものは戦車の装甲を貫くことはできず、陣地・トラックや多目的車を標的とした対物ライフル（アンチ・マテリアル・ライフル）に分類される。
2016年、M82およびM107はテネシー州議会によって「州のライフル」 (State rifle) に認定された。他の候補としてフリントロック・ライフルやケンタッキー銃も挙げられていたが、バレットがテネシー州出身であることから、最終的にはバレット社の50口径ライフルが選ばれた。

## 特徴

### 基本構造
本体上面のフレームにはスコープマウントが備えられ、その前方にキャリングハンドル、さらに前方下面に二脚（バイポッド）を装備する。スコープマウント後方にはリアサイトを備える。銃身のカバー（被筒）には放熱口が設けられ、銃口にはマズルブレーキがついており、軽量化のために反動利用式の作動機構としてターン・ボルト・ロッキング・ボルトと、ショート・リコイルする銃身を組み込んでいる。当初（初期型）はキャリングハンドルや折り畳み可能なリアサイトは銃本体に固定されており、取り付け位置の変更はできなかったが、マウントレールを有する中期型ではマウントに取り付けるタイプのものに変更され、位置の変更が可能となった。
射撃は伏せて行う（伏射、プローン）か、土嚢などで支えるのが一般的とされる。セミオート式を採用しているために連続射撃が可能だが、マズルブレーキから噴出する発砲煙と、発射場所によってはそれに巻き上げられる砂埃が射手を覆うほど拡散する。
初期にはマズルブレーキの能力不足で強い反動を伴っていたが、箱型のマズルブレーキに改めた結果、12ゲージ口径の散弾銃と同程度まで反動が軽減された。バレット社は二脚を立てての片手撃ちや、腰に抱えて連射する（腰だめ撃ち）PR映像を公開しているほか、YouTubeなどの動画共有サイトには、普通のライフルのように構え、砂漠に向かって連射する米海兵隊員を撮影した動画がアップロードされている。
携行性を向上させるため、15秒で組み立てられるように設計されており、分解してケースに収めることで簡単に運搬が可能である。機関部右側面の排莢口ボルト・ハンドルを後方に引くことで、薬室への弾薬装填を行う。
強力かつ長射程であるため、大きな射撃場でないと長距離射撃の効果を確認する発射試験などはできない。実戦においては、湾岸戦争における2km先の人間に対する狙撃や、イラク戦争でアメリカ軍が掃討で使用した際に1.5km先の敵兵の身体を両断する威力を発揮した例がある。

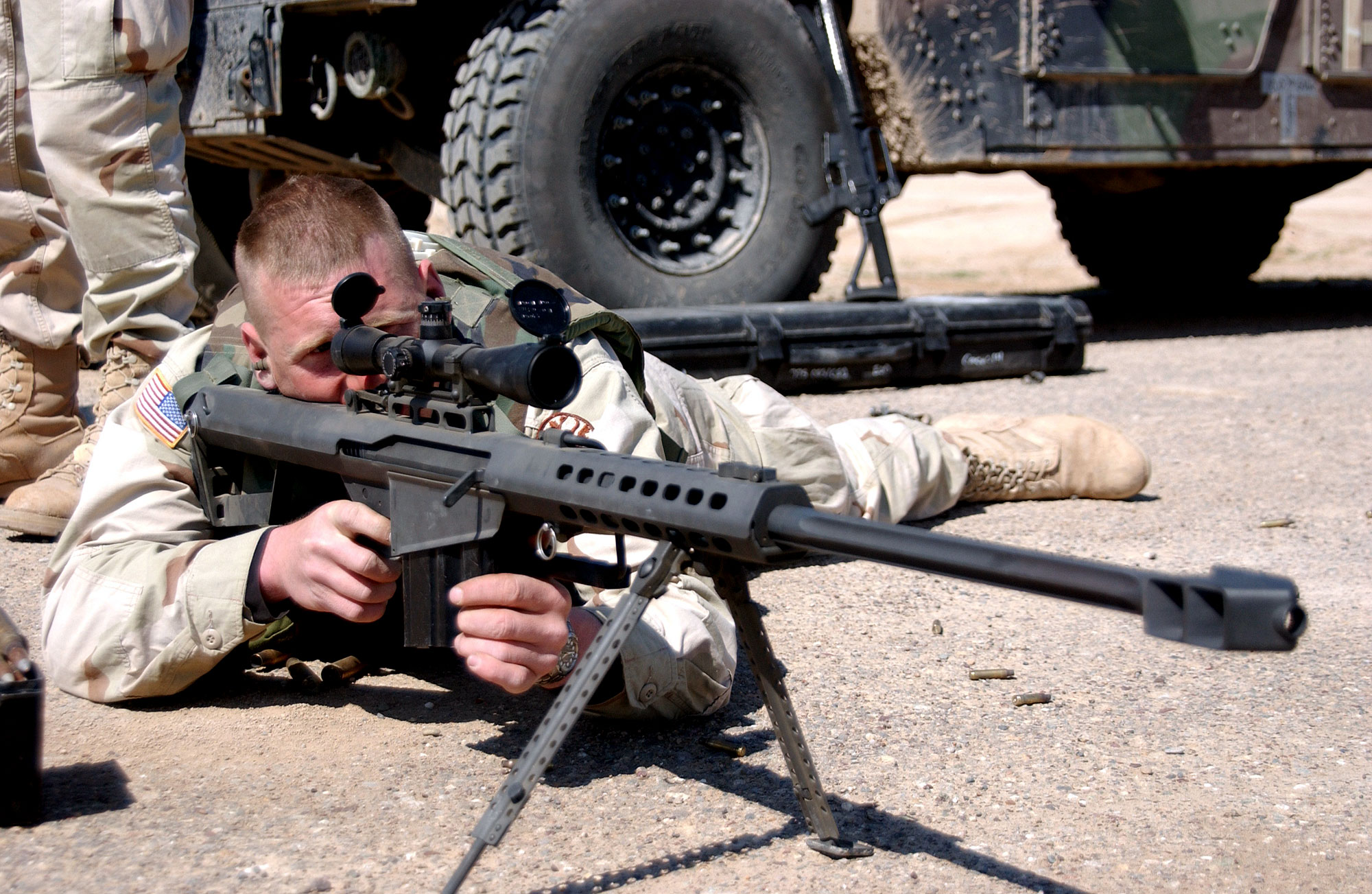
バレットM82A1
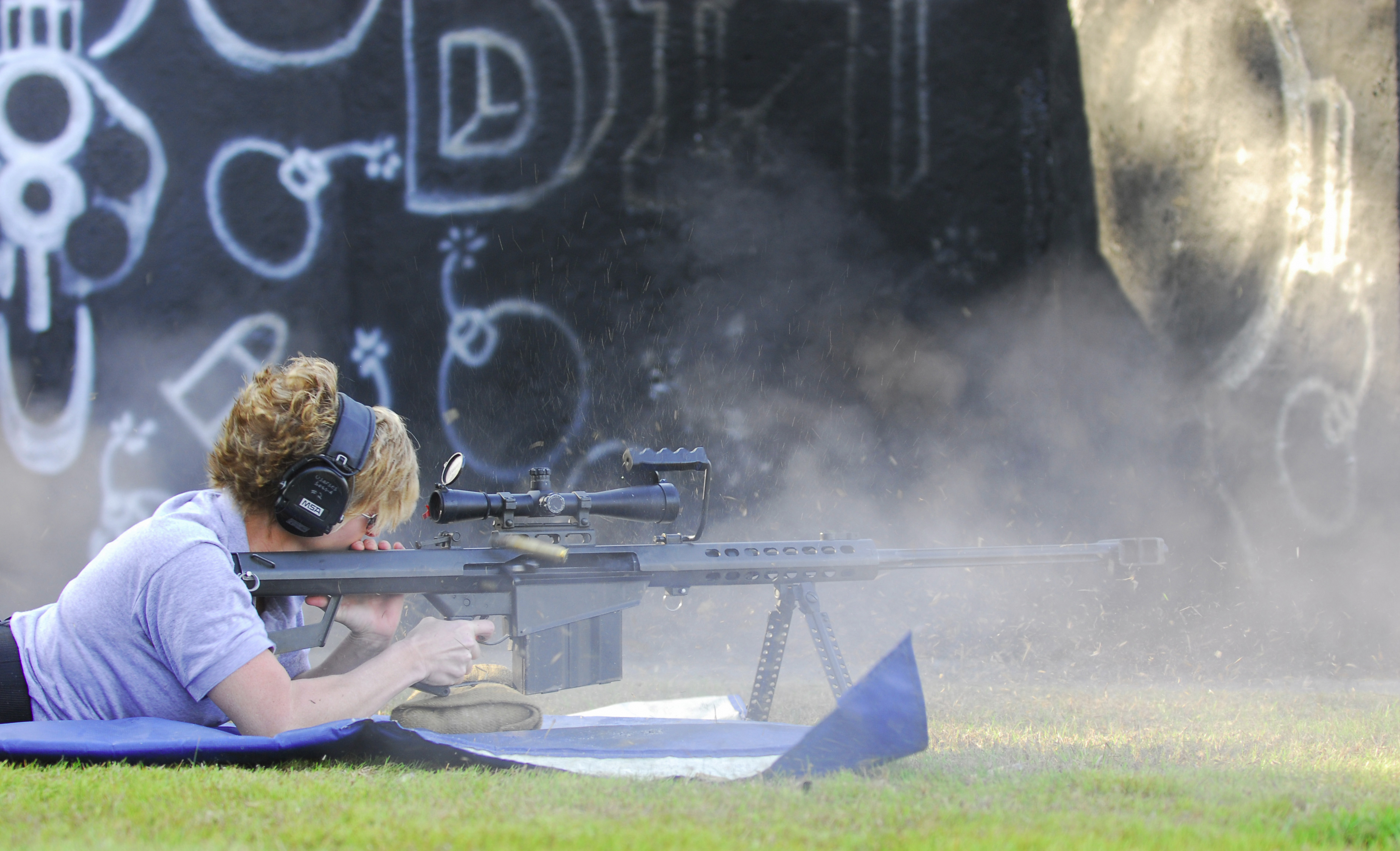
射撃直後の様子
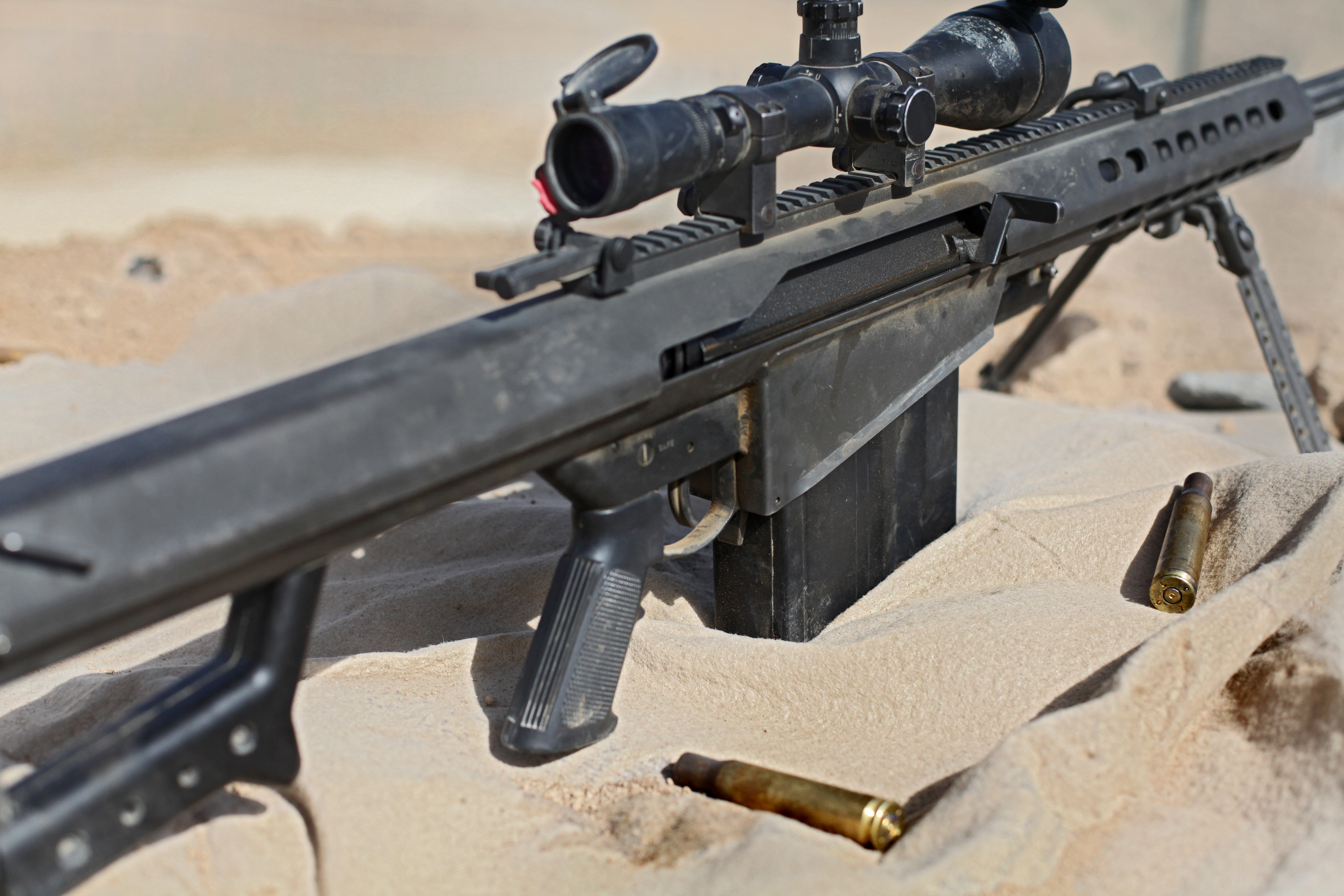
本体のアップ

### 販売
1983年から民生市場向けの販売が始まった。比較的高価かつ長距離射撃競技に特化した製品ではあったが、大口径ながら低反動で射撃が行えるとして売れ行きは好調だった。しかし、小規模な作業場でバレット自身を含む数人が手作業で製造するという体制であったために数が揃わず納品も遅れ、設備投資なども重なって利益はなかなか上がらなかった。政府機関などと大口の契約が結べなかったこともあり、バレットは銀行や友人に150万ドルの借金があった。アメリカ軍は当初これをすでに陳腐化した対戦車ライフルの一種と見なし、採用の必要性を認めていなかった。一方、当時のアフガニスタン紛争の最中にムジャーヒディーンの支援を行っていた中央情報局では、軍用銃としてM82を一定数購入している。
その後、スコープマウントや特殊作戦用小銃などの設計を行っていたディック・スワン (Dick Swan) の誘いを受け、陸軍主催の軍用品見本市AUSAショーにてM82を出品した。バレット自身は手数料を払えずブースを設置できなかったが、暗視装置を出品していたスワンの友人が、大きなライフルに搭載すれば暗視装置が小型に見えるからという理由で、M82を同時に展示することを受け入れた。その後の3日間、バレットは各国の軍人にパンフレットを配って回った。大規模な販売実績は、スウェーデン向けが最初となる。1980年代、国連レバノン駐留軍に参加したスウェーデン軍では、フランス軍が実施した地雷など爆発物の処理方法への関心が集まった。1988年にはスウェーデン軍も同種任務に責任を負うこととなったので、爆発物処理に適した「十分安全な距離から爆発物を射撃して無力化できる、大口径かつ高精度の火器」の需要が生じた。1989年、イェータ工兵連隊にて、Ak 4突撃銃（G3小銃）、Ksp88（M2機関銃）、そしてM82を用いて爆発物を射撃する試験が行われた。Ak4では爆発物をうまく爆破できず、Ksp88は爆破に成功したものの工兵向け機材としては重量がありかさばるとされたことから、国防装備庁は比較的軽便ながら十分な精度と威力を発揮したM82の採用を決定し、バレット社と契約を結んだ。1990年に最初の注文分がスウェーデンに到着し、制式名称はAutomatgevär 90（AG 90, 「自動小銃90型」）とされた。
アメリカ軍においては、空軍が最初に契約を結んだ。空軍では滑走路上の不発弾を除去するために20mm機関砲を使用していたが、必要以上の範囲の舗装に過度の損傷を与えるという問題があった。これに代わるものとしてM82が求められたのである。空軍との契約に続き、陸軍および海兵隊からも打診が行われた。1991年、砂漠の嵐作戦（湾岸戦争）が始まると、陸軍および海兵隊、さらにはイギリス軍からも発注が行われた。前線ではその長大な射程を活かし、トラックや兵員輸送車、あるいは人員などの様々なターゲットを広い範囲で無力化する能力が高く評価された。
軍隊、特に特殊部隊での使用のほか、旅客機の操縦室に立て篭もる犯人を高強度の風防ガラス越しに狙撃して無力化することを目的として、一部の警察SWATがハイジャック犯狙撃用として採用している。
アメリカ軍によって採用された後、バレット社はこの採用実績を利用して宣伝を行った。以後は外国向け販売の割合が増していき、2001年時点では35か国の政府機関への輸出が総販売数の50%を占めていた。

### アメリカにおける所持規制の議論
元々が民生用の特殊なスポーツライフルを意図して開発された製品であり、アメリカでは州にもよるが民間人でもスポーツシューティング用としての購入や所持が可能である。一方、アメリカ同時多発テロ事件以降のテロ対策の観点から、規制すべきとの議論がある。
合衆国法典第26編第5845条が定めるところによれば、手榴弾や擲弾銃、大砲に加え、一部のライフルと散弾銃以外で口径半インチ（.50インチ、12.7mm）を超える銃器は、破壊的装置（Destructive device）と定義される。ちょうど.50口径の.50 BMG弾は、破壊的装置と見なされないものとしては、最も強力な弾薬の1つである。
1993年のウェーコ包囲では、籠城していたブランチ・ダビディアン信者がM82を所持していたため、連邦捜査局（FBI）は防護のためにブラッドレー装甲車を投入している。
カリフォルニア州では2005年に民間人の.50口径銃所持が非合法化された。これに関連したインタビューで.50口径銃の危険性について問われた時、開発者ロニー・バレットは、「.50口径は優れた記録を持っている。知っての通り、.50口径ライフルが悪用された例は非常に少なく、無いとは言わないまでも、他の口径の銃も手本とするべきであろう記録だ。それに、長いライフルだ。誰かが犯罪者の銃と呼ぶのを聞いたんだろうが、これは5フィート半（≒150センチメートル）かそこらある。犯罪者が使いたがる武器ではない」と述べた。また、戦場以外で何故.50口径銃が必要なのかと問われると、「ターゲットライフルだよ。オモチャだ。高級な大人の趣味のためのオモチャだ」と述べている。この後、バレット社はカリフォルニア州において全製品の販売およびサービスを中止した。

## バリエーション

### バレットM82

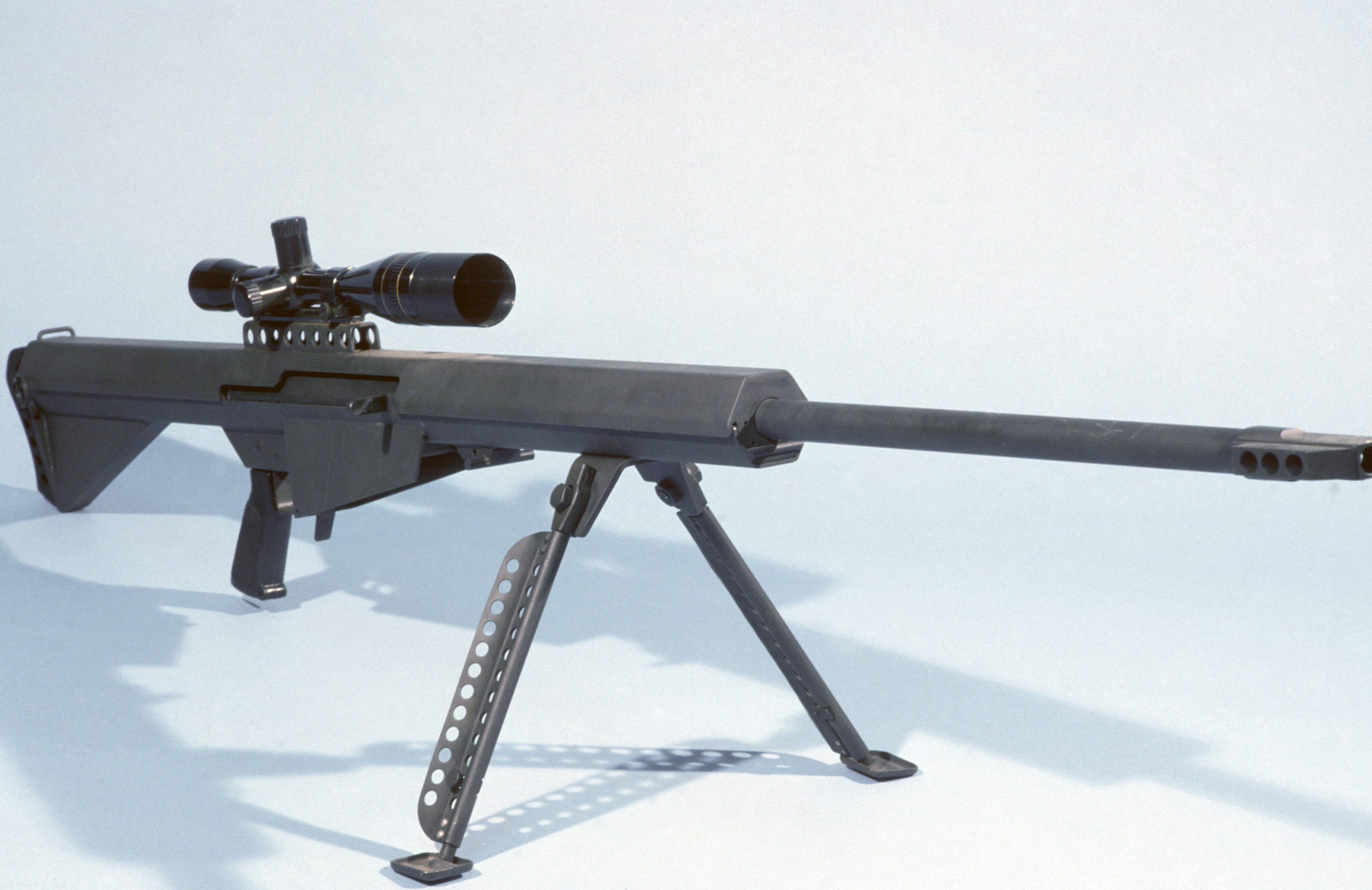
原型のM82

原型。セールス的に振るわなかったため、軍隊他で実際に使用されている例は少ない。
「バレットM82」として一般的に知られている-A1型とは、
- マズルブレーキが四隅を削った長方形のものの側面に孔を開けた“ハーモニカ型”である
- ハンドガードにクーリングホール（冷却孔）がない
- バットストックの補強リブが肉抜きされていない単純な三角形である

といった点から識別できる。

#### バレットM82A1
M82に小改良を加えたもの。「バレットM82」として一般的に知られているものは、この型である。
A1は製造時期によっていくつかのマイナーチェンジが施されている。初期型（初期/前期型）は、丸い形状のマズルブレーキが備えられていたが、中期型ではマズルブレーキの形状がV字型に変更された。また、この中期型の銃本体上面にロングマウントレールを装備したものも開発され、「M82A1M」の名称が与えられている。そのほか、二脚の形状も一部変更された。

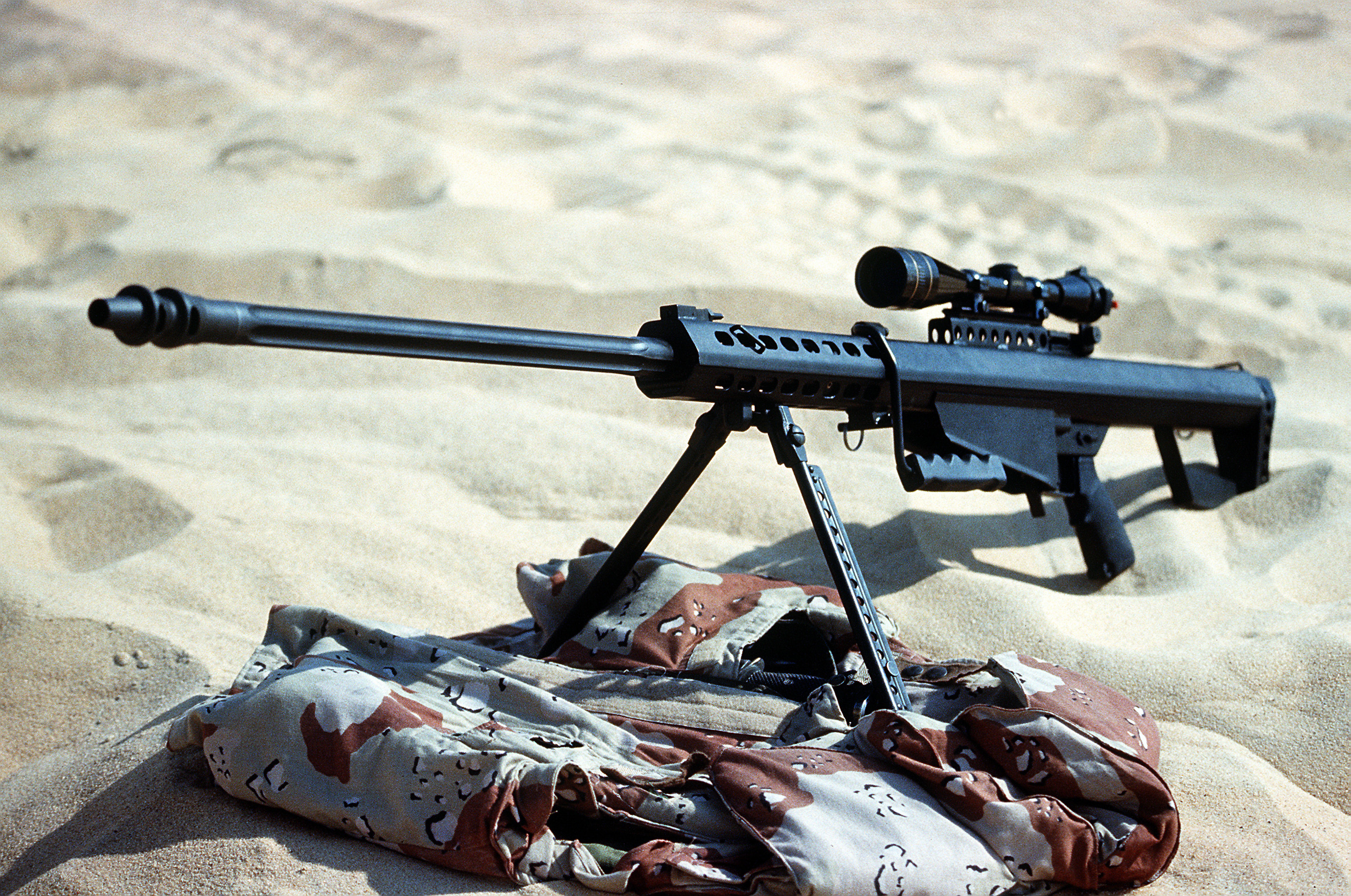
初期型のM82A1 マズルブレーキの形状が異なり、キャリングハンドルやリアサイトが固定
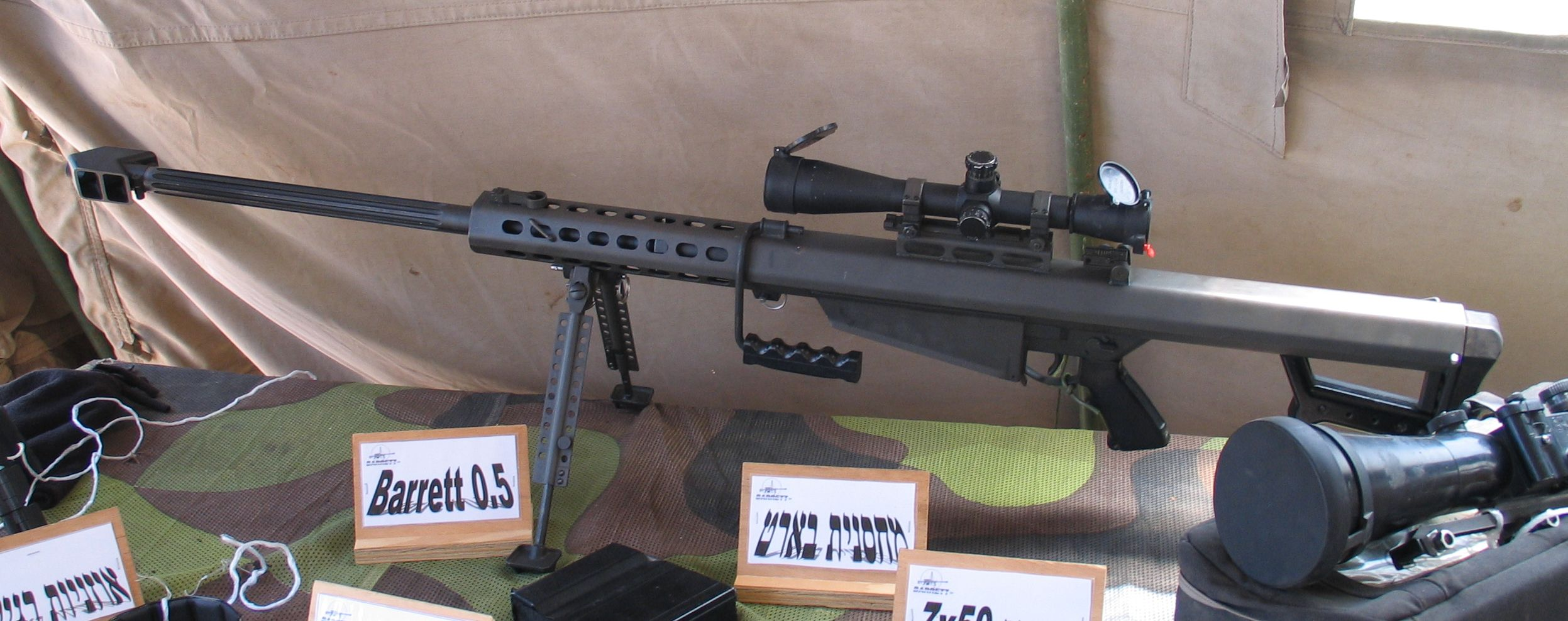
銃床部分にグリップが設けられた中期型
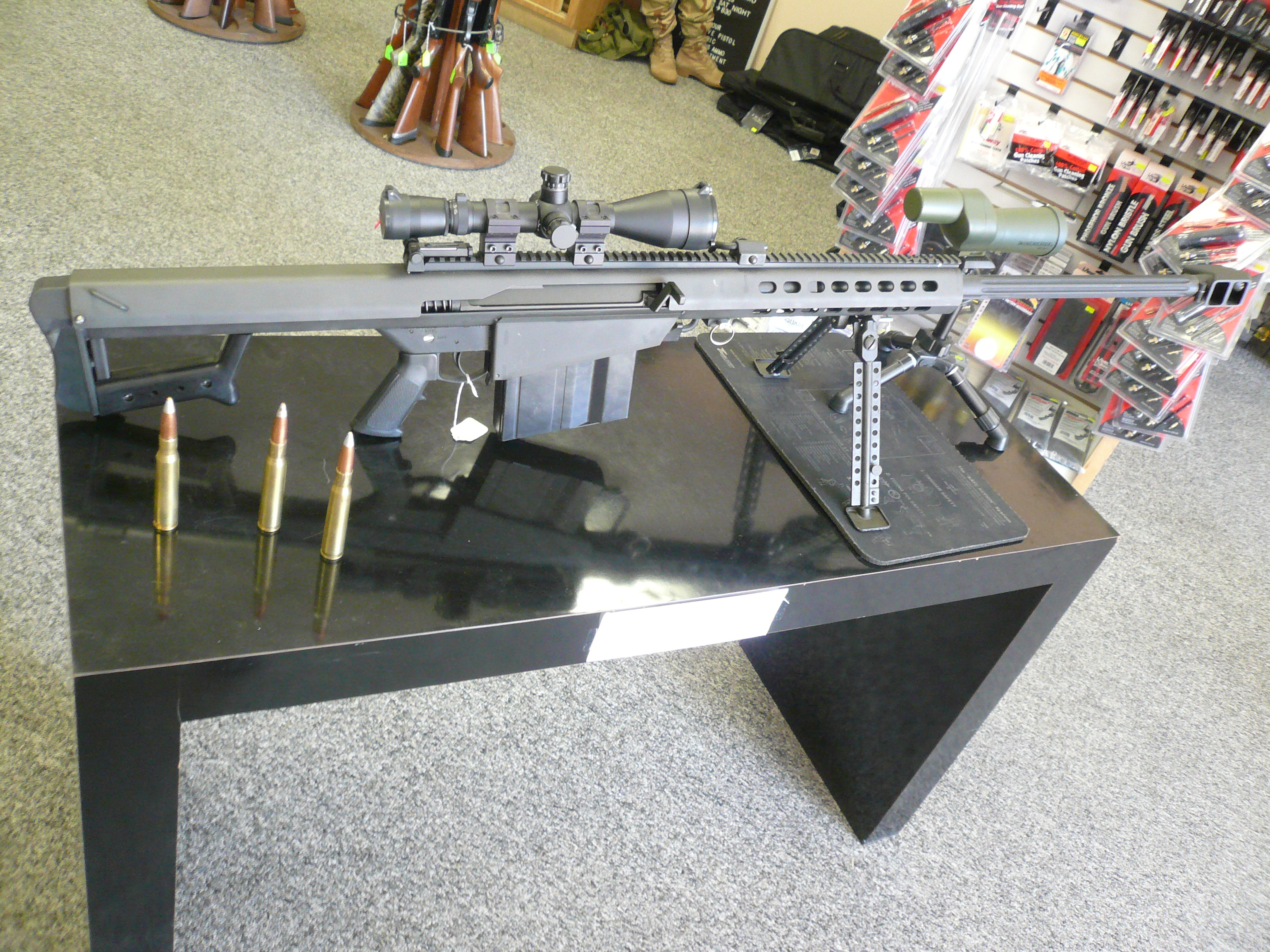
ロングマウントレールを装着したM82A1

#### バレットM82A2

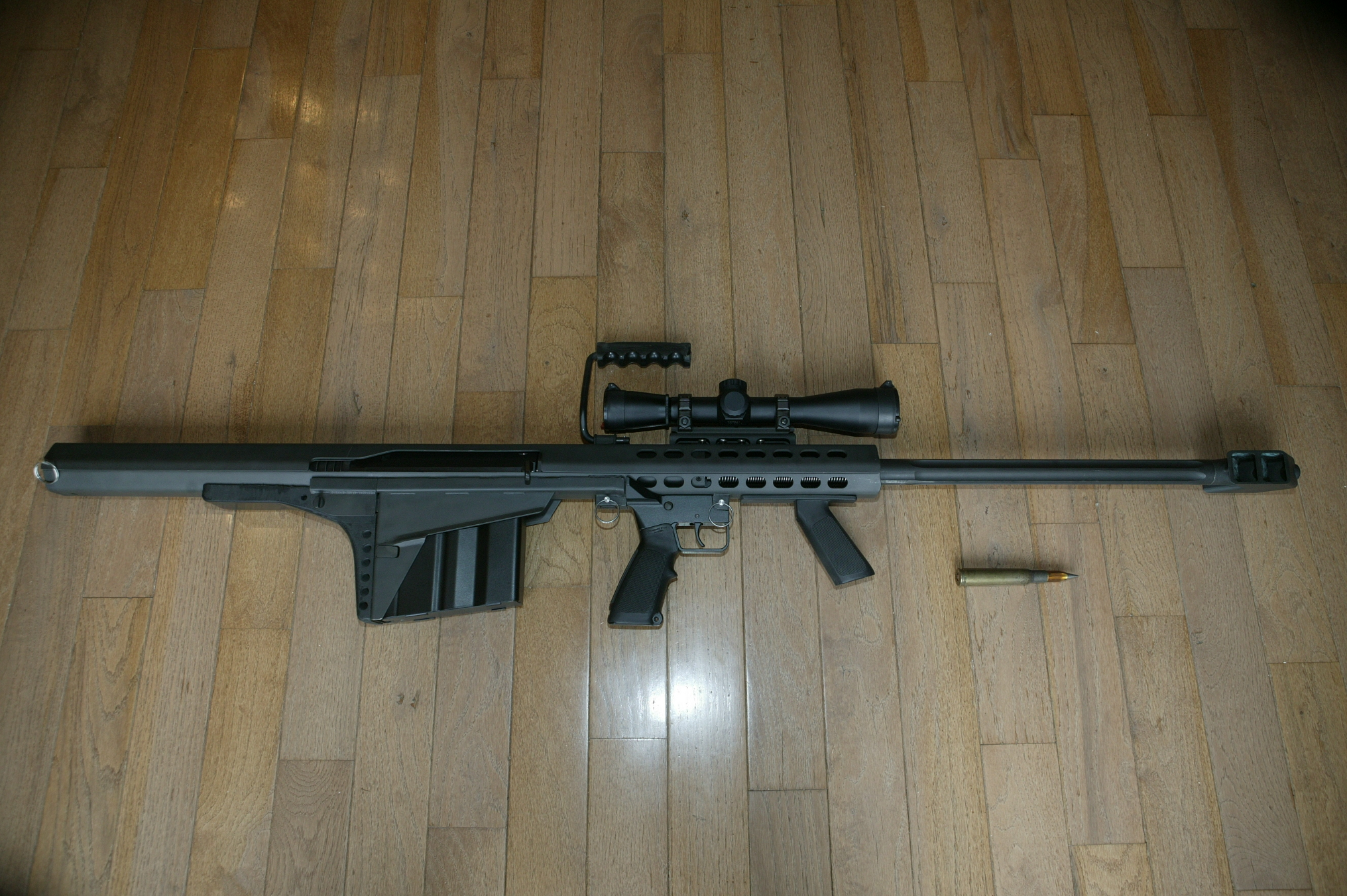
M82A2

対空兵器として使用するため、M82A1を改良したもの。A1とほぼ同様の作動機構を持つ。対空攻撃時に大きな仰角が取れるよう、ブルパップ式に変更された。重量とバランスを支えやすいよう、被筒の前後に設置された2つのグリップを握り、レシーバー部分を肩に担ぐ形で構える。
制式採用されたものの、試験の結果メーカー側が期待したほどの評価を得られず、少数の生産に終わった。

#### バレットM82A3（M107）

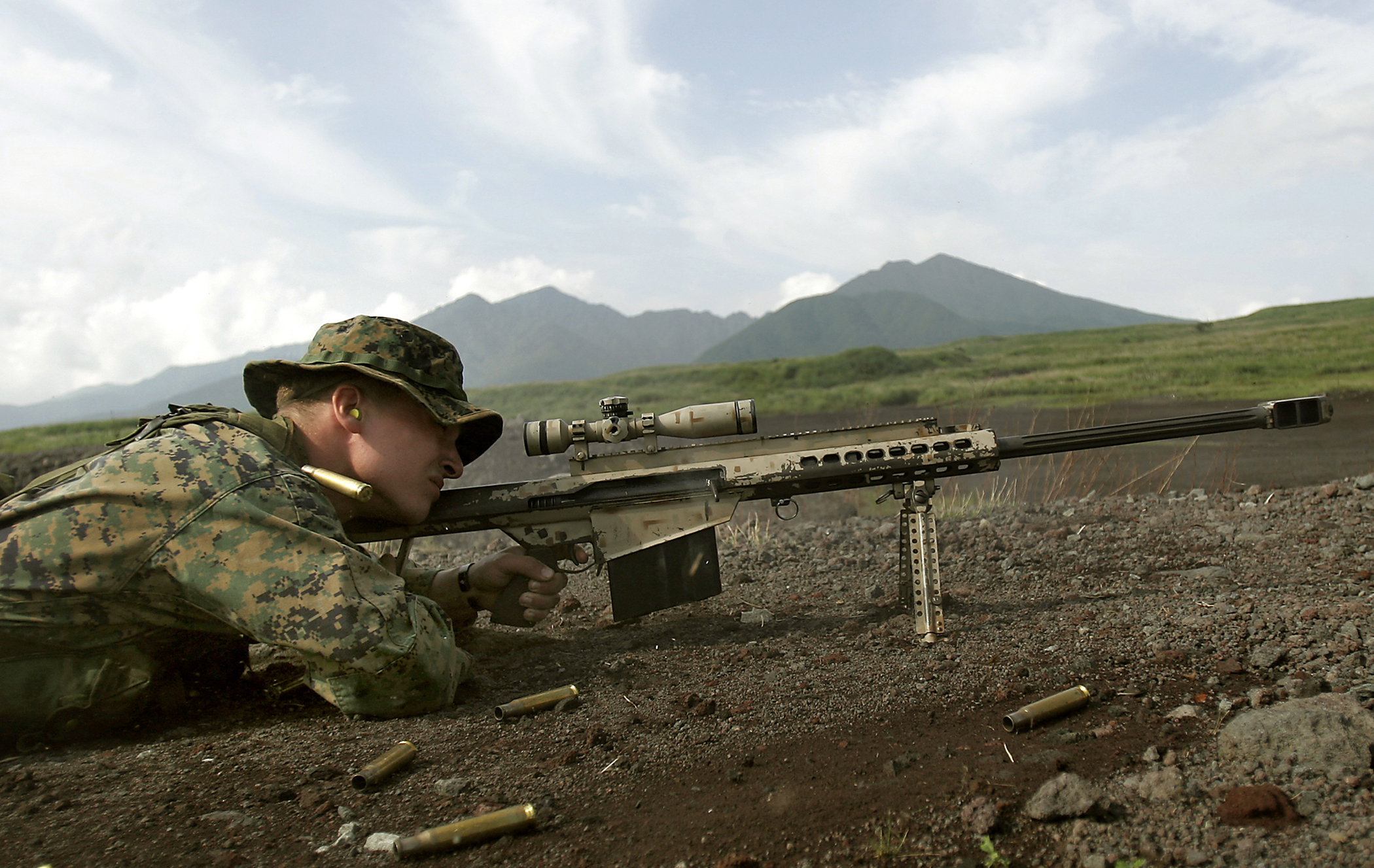
M82A3

アメリカ海兵隊がM82A1を独自に改良したモデル。アメリカ陸軍でも採用され、陸軍での制式採用名称はM107。

#### M107CQ
バレット社が独自に開発したM107の短銃身型。“CQ”とは「Close Quarters(Battle)」の略号で、近接戦闘の意。屋内戦闘や車輌などに持ち込んで運用するため、全長を短縮したモデルである。なお、“M107CQ”の名称はバレット社の私的名称で、制式採用された公式な制式番号ではない。

#### M107A1
全体的に軽量化し、マズルブレーキをQDL(Quick-Deploy Large)型サプレッサー（ハイダーやマズルブレーキを外さなくとも、上から被せるように装着できるタイプのサプレッサー）対応の円筒形状に変更したM107の改良型。なお、“M107A1”の名称はやはりバレット社の私的名称で、制式採用はされていない。

### バレットM95

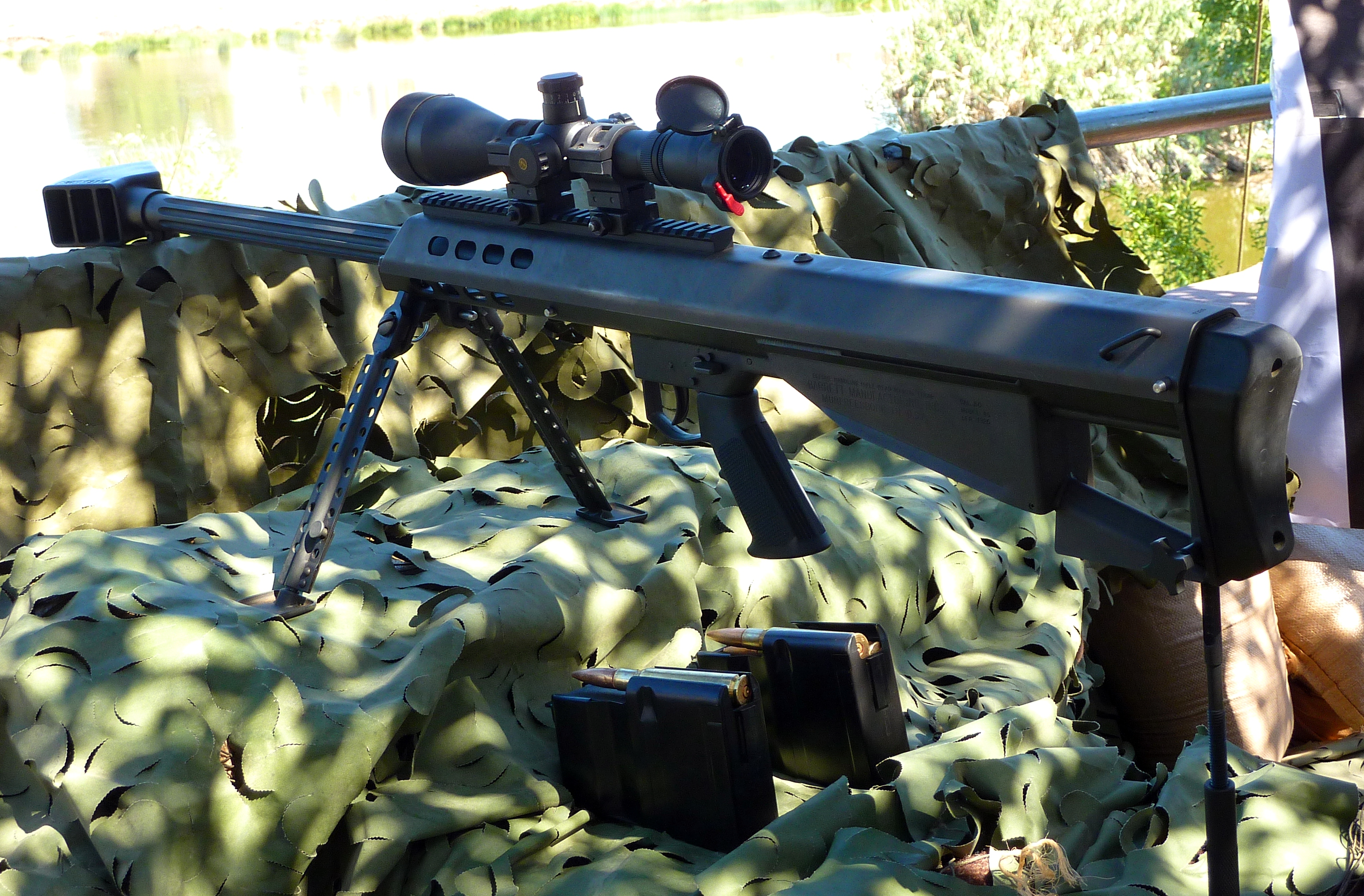
Barrett M95SP

M82A1を、運搬しやすいよう小型軽量化したもの。M82A2同様にブルパップ式を採用することで全長を短縮した。M82A2以上の軽量化と小型化を実現し、ボルトアクション式の作動機構となった。当初の名称はバレットM90だったが、発表後に改良を加えたため、M95に変更された。レシーバー部分などはM82A1から転用されている。
- 全長：1,143mm
- 重量：10,700g
- 装弾数：5発

### バレットM99

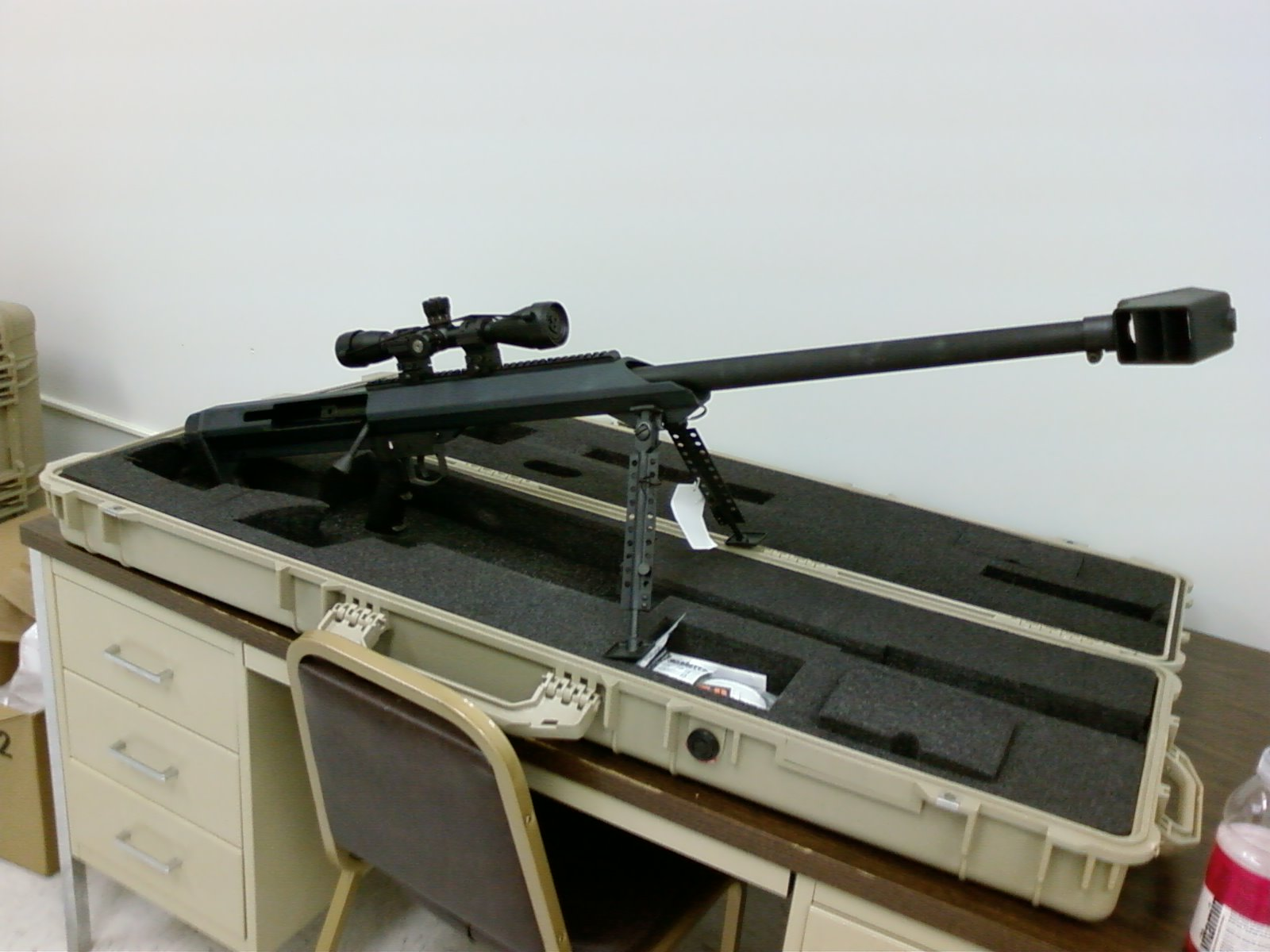
Barrett M99

M95をさらに簡略化、軽量化したもの。M95と同様にボルトアクション式で、弾倉が廃止された単発の狙撃銃となっている。命中精度は高く、1,000ヤード（約915m）での着弾範囲が4.09インチ（約103.88mm）以内に収まったという世界記録を持つ。
- 全長1300mm(バレル長810mm)

- 重量11kg
- 有効射程2000m(最大射程2600m)

### XM109ペイロード

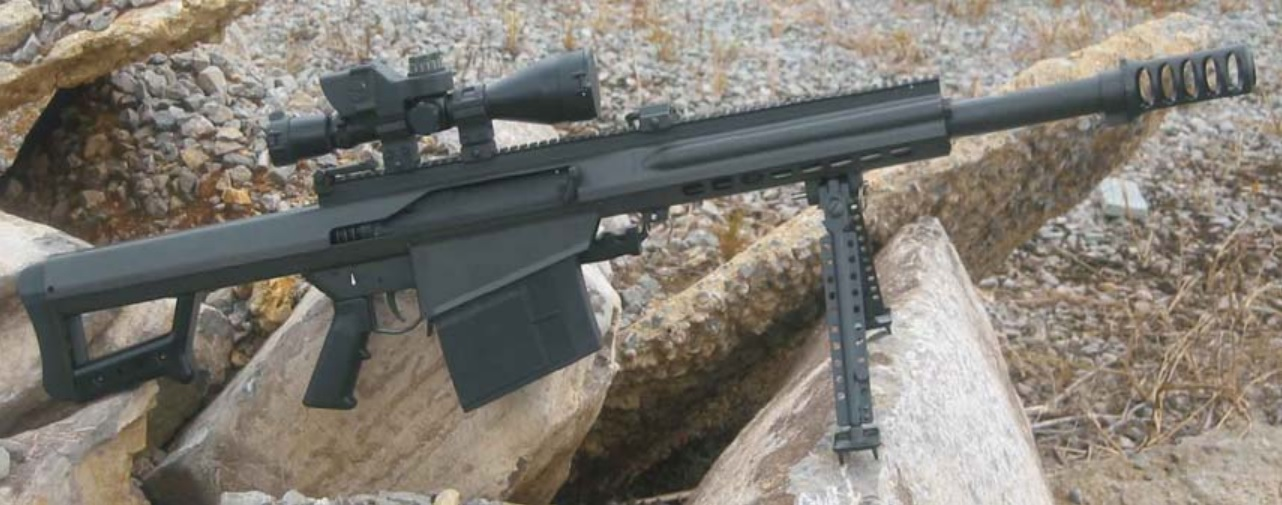
XM109

25x59Bmm対物グレネードを使用する大口径対物ライフル。形状はM82に似ているが銃身が短く、初速は425m/sと大きく低下しているが、装薬量の関係から有効射程はM82とほぼ同等の2,000mで、口径が拡大されたことで運用できる弾頭が増え、通常弾以外にも徹甲弾、徹甲焼夷弾、多目的榴弾、徹甲榴弾、成形炸薬弾、開発中のBORS信管を用いた空中炸裂弾などが使用可能になる。
- 全長：1,169.4mm
- 重量：15.10kg
- 装弾数：5発

### XM500
M82/M107の発展後継型として開発され、2006年に発表されたアメリカ陸軍向けのプロトタイプ。口径12.7mm、全長1,168.0mm、重量11.80kg、装弾数10発でブルパップ式。
作動方式がM82のショートリコイル方式からガスオペレーション・ロータリーボルトロック方式に変更されている。このため、銃身は固定されており、M82より精度的には有利な構造となっている。
レシーバー上部にはピカティニー・レールを標準装備し、照準眼鏡などのオプションを装備しやすいよう改良された。

## 遊戯銃

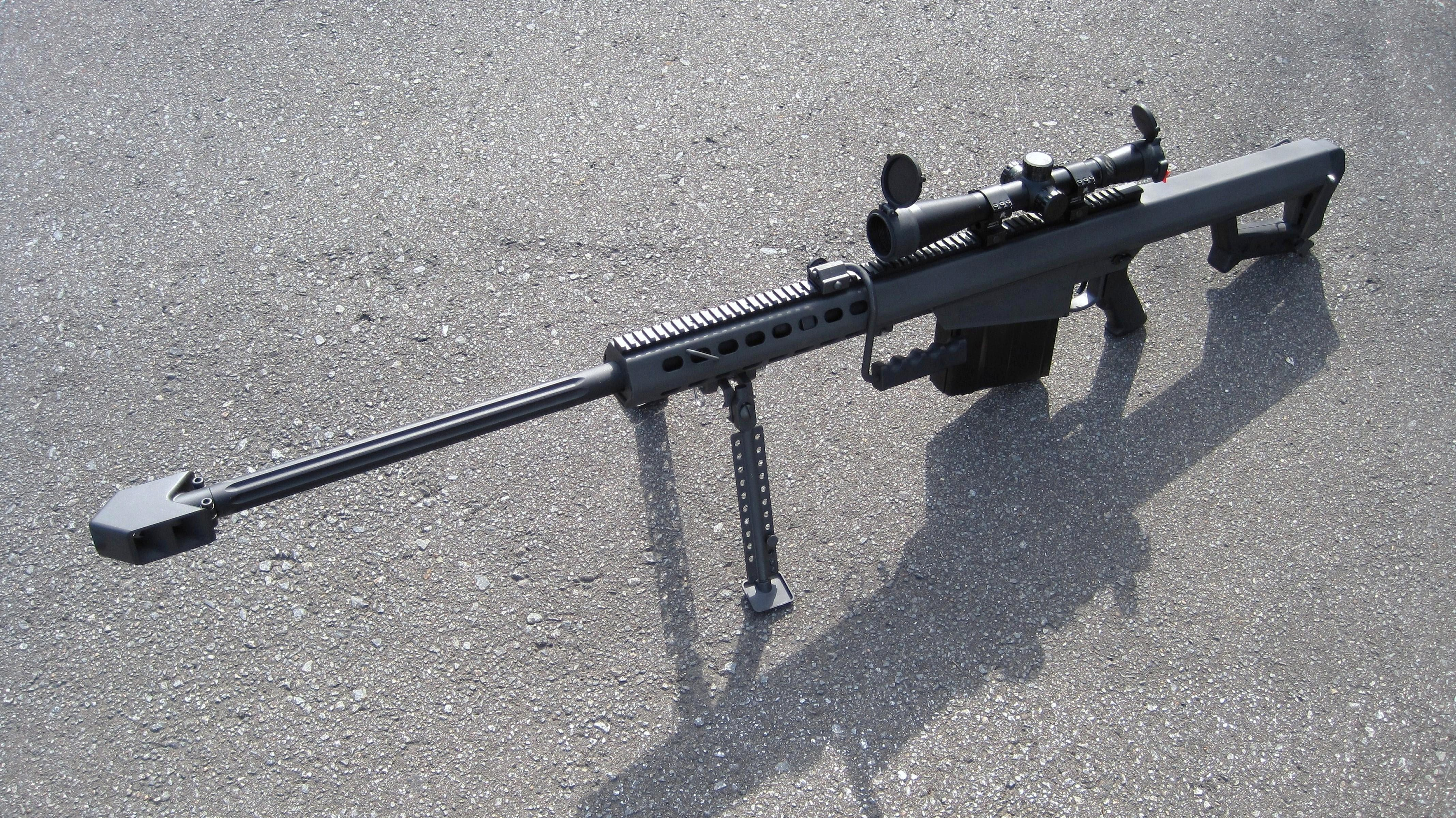
SOCOM GEAR製コンバーションキットを組み立てた電動ガン

日本国内ではVFCがガスガン、日本国内の実銃を有するコレクターからの協力を受け、採寸を行ったスモーキーズガンファクトリーがエアーコッキングガンと、それぞれ販売を行っていた。
海外では、中国のSNOW WOLF（スノーウルフ）社がM82A1及び銃身の短いCQB仕様の電動ガンとM99のエアーコッキングガンの製造を行っている。また、ハリケーン社と、バレット社のライセンスを取得した台湾のSOCOM GEAR（ソーコムギア）社は、コンバーションキットを販売している。
現在、継続して販売を行っているのは、SOCOM GEAR社とSNOW WOLF社の2社。

## 採用国

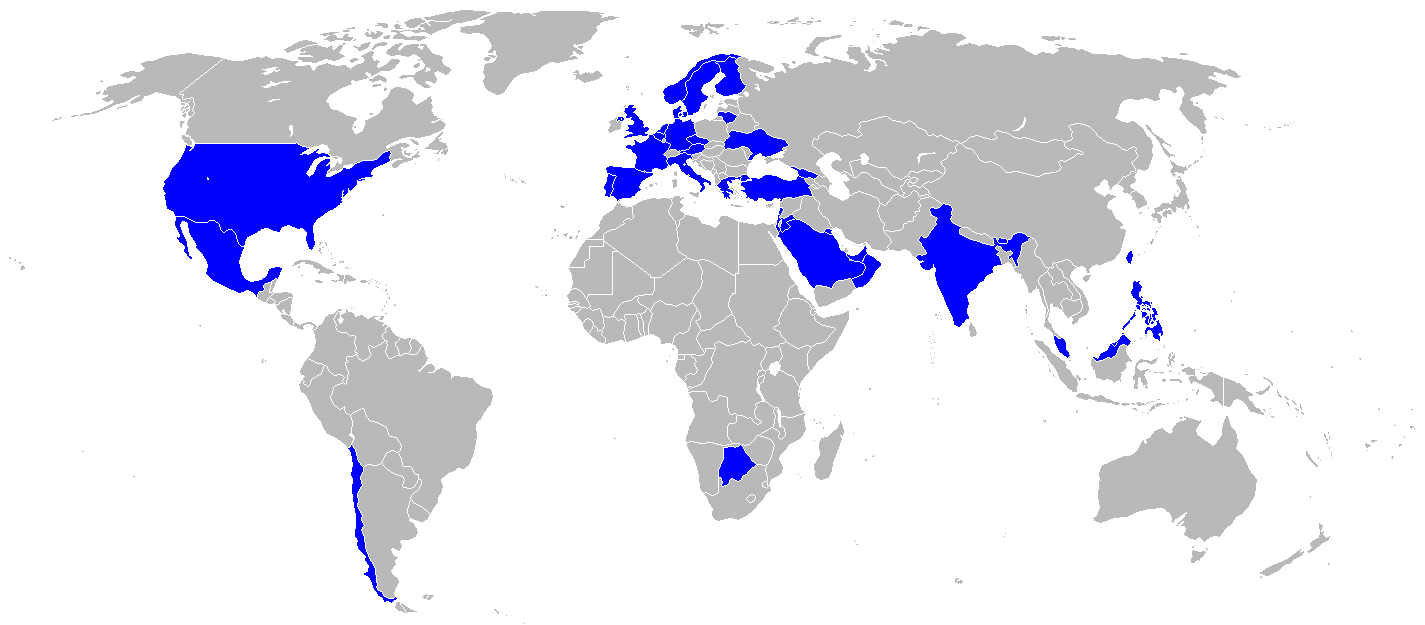
採用国

- アメリカ合衆国[5]
- アラブ首長国連邦
- イギリス
- イスラエル
- イタリア
- インド
- オーストラリア
- オマーン[18]
- オランダ
- カタール

- ギリシャ
- クウェート
- ジョージア
- サウジアラビア
- シンガポール
- スウェーデン[3]
- スペイン
- チェコ
- チリ
- デンマーク

- ドイツ[注 2]
- トルコ
- ノルウェー
- バーレーン
- フィリピン
- フィンランド
- ブータン
- ブラジル
- フランス
- ベルギー

- ポーランド
- ポルトガル
- ボツワナ
- マレーシア
- メキシコ
- ヨルダン
- ラトビア[注 3]
- リトアニア[21]
- レバノン
- 中華民国
- 日本[22][23]

## 登場作品

### 映画
『エクスペンダブルズ2』
ビリー"ザ・キッド"ティモンズがM107を使用。
『ザ・シューター/極大射程』
ボブ・リー・スワガーが序盤に敵の攻撃ヘリコプターから攻撃を受けた後、対物用にバックアップとして用意していた本銃を使用。
『ジュラシック・パークIII』
アインホルン20mm無反動ライフルという架空名称でM82A2が登場する。クーパーが序盤で使用し廃棄された飛行機を一撃で破壊するが、その後使用される事はない。
『スカイライン -征服-』
兵士らが異星人に対してA1を使用。異星人が人間よりも巨大なためか、作中では狙撃銃というより小銃のように使用され、至近距離から立射で異星人に発砲している。また、登場する兵士の大半が装備している。
『スモーキン・エース/暗殺者がいっぱい』
黒人女殺し屋のシャリスが使用。
『ターミネーター:新起動/ジェニシス』
1984年にサラ・コナーがT-800（刺客）を倒すのにA1を使用。サラの育ての親であるT-800（守護者）と刺客が戦っている間に狙撃体制を整え、刺客の胸を狙撃して機能停止に追い込む。その後、別の刺客であるT-1000からサラに救われたカイル・リースが守護者を敵と勘違いした際、サラの運転する車に積まれていた本銃で撃とうとするがサラがとっさに妨害したことで守護者には当たらず、なおも撃とうとするが守護者に気絶させられて本銃も奪われる。そして、サラと守護者のアジトに侵入したT-1000によって刺客がシステムを復旧されてカイルを襲うも、最後にはカイルが本銃で刺客の首部分を撃って破壊し、刺客はCPUのある頭部と動力源のある胴体の接続を完全に絶たれて機能停止する。
『ダークナイト ライジング』
ベインの部下が路地裏でSWAT隊員に発砲する。
『ダイ・ハード/ラスト・デイ』
裁判所を警備するOMOH隊員がA1Mを所持し、屋上から警戒に当たる。
『ネイビー・シールズ』
シールズのメンバー、狙撃手のゴッドが使用。スコープにはサーモグラフィーの機能が備わっている。
『ハート・ロッカー』
民間軍事会社のコントラクターが使用。後にサンボーン軍曹が借用。
『バイオハザードII アポカリプス』
市庁舎屋上のCSA狙撃手が使用（この狙撃手はアレクサンダー・ウィット監督が演じている）。主人公一行を狙うも、発射直前にアリス・アバーナシーにスコープをふさがれ、目を離したすきに狙撃手がアリスに蹴り飛ばされ、未発砲に終わる。
風向・風速・目標までの距離・方角を表示する暗視装置つきの特殊スコープを装備しており、ロックオン機能もある。
『バトルシップ』
アレックス・ホッパー大尉とユウジ・ナガタ一等海佐がM82を使用。アーレイ・バーク級ミサイル駆逐艦「ジョン・ポール・ジョーンズ」甲板からエイリアンの侵略兵器の制御室に対して発砲し、制御室のガラス窓を破壊してエイリアンの弱点である日光を浴びせることに成功する。
『プレデター2』
冒頭、コロンビア系麻薬組織のギャングたちがアジトから持ち出し、警察との銃撃戦で使おうとするが、その前にプレデターの襲撃に遭う。
『ポリス・ストーリー3』
タイ将軍の私設キャンプ内の武器庫に置いてある。
『マイアミバイス』
麻薬マフィアが使用。
『ミッション:インポッシブル3』
イーサンの相棒、ルーサーがリンジー救出時に遠隔操作可能でフルオート可能としたRWSとして使用。M82を基に、2基のドラムマガジンを装着し、オリジナルデザインの銃架に搭載されたプロップガンである。
『ランボー/最後の戦場』
傭兵の1人、スクールボーイが使う。中盤での敵基地への潜入時には対物ライフル用の消音機を装着して狙撃を行っている。敵基地への潜入時での狙撃では、頭を吹き飛ばした。また、終盤の戦いでは射線上の敵兵2人をまとめて撃ち抜いたり、被弾した敵が大きく撃ち飛ばされるなど、M82の威力の凄まじさを描写した作品である。
『ロボコップ』
「コブラ砲（Cobra Assault Cannon）」という名称の架空の武器として登場。強力な炸裂弾頭を発射でき、照準は高性能カメラに連動した電子制御による自動照準が可能なハイテク兵器という設定である。クラレンス一味が「対ロボコップ用の切り札」として与えられて使用している他、ロボコップがED-209に対して使用する。
この「コブラ砲」は、バレット社が広報の一環として貸し出したM82の初期生産モデルに、小型のテレビカメラを装飾したものを載せて製作されたプロップガンだが、貸し出された数量と予算の都合上、実銃を改造したプロップでは必要な数を揃えられないことと、実銃の重量と反動では空包であっても俳優が抱えて撃つことが困難であったため、アクションシーンでは樹脂とアルミパイプで構成されたものに発火機構を仕込んだプロップガンが複数製作されて使用されている。
『ワイルド・スピード EURO MISSION』
ショウの部下がM107を使用する。

### ドラマ
『CSI:マイアミ』
第10シーズン「暗殺者の涙」に登場
『PERSON of INTEREST 犯罪予知ユニット』
『ターミネーター サラ・コナー・クロニクルズ』
セカンド・シーズン第5話でデレック・リースが使用する。

### アニメ
『あそびにいくヨ!』
12話でサラがM107が使用。
『グリザイアの楽園』
第8話「ブランエールの種IV」に登場。入巣蒔菜用として小柄な少女でも扱えるよう職人の手によりフルカスタマイズされており、全体がピンクに塗装されている。
『ゴジラ S.P ＜シンギュラポイント＞』
『ご注文はうさぎですか?』
リゼの回想に登場。クレー射撃に使用する。
『ソードアート・オンライン　オルタナティブ　ガンゲイル・オンライン』
SJ2にてピトフーイが7チームリーダーを狙撃するのに使用。
『てーきゅう』
『Fate/Zero』
第23話「最果ての海」に登場。地下駐車場にてセイバーのオートバイを破壊するが、障害物を利用した戦法で接近を許し、破壊される。
『BLOOD+』
ダビデが宮城ジョージを救うために銃を選択する時、ガンケースにスパス12と一緒に収納されている。
『ほんとにあった!霊媒先生』
第17話「非常線の三姉妹。」に登場。
『名探偵コナン 異次元の狙撃手』
終盤、犯人であるスナイパーが発砲する。ボルトアクション式になっているため、本来ならM95だが形状はM82A3になっている。しかし、一射目は撃った後に排莢が行われる瞬間が描かれている。
『ルパン三世 天使の策略 〜夢のカケラは殺しの香り〜』
敵組織の幹部であるレディ・ジョーが腰だめで乱射する。
『ルパン三世 PART5』
第24話にで次元大介がヘリコプターを撃墜する際にM82A2を使用。

### 漫画
『018』
『ANGEL PARA BELLUM エンジェルパラベラム』
『BLACK LAGOON』
ロベルタがM82（ダネルMGLを装着した改造型）を狙撃ではなく通常の銃撃戦闘に使用。
『CODE:BREAKER』
殺し屋"壱49"が主人公らを攻撃する際に使用。
『GUNSLINGER GIRL』
義体に対抗するため、五共和国派が使用。
『ウルフガイ』
東名会の構成員が対千葉戦でA1を使用。
『エンジェル・ハート』
単行本第14巻にて、ファルコンがM82を片手持ちで使用。
『代紋TAKE2』
江原慎吾が雇った傭兵が、陸上自衛隊と交戦する際に使用。73式装甲車の装甲を易々と貫通する。
『オメガ7』
佐藤大輔三佐がM82を使用。一度の発砲で3人を撃ち抜く荒業を見せる。
『怪獣自衛隊』
アメリカ軍の対怪獣対策極秘部隊ニムロドの隊員達が使用。
『こちら葛飾区亀有公園前派出所』
195巻2話「リボーンサイの巻」のラストに登場。大原部長が携行して派出所を襲撃する。
『ゴルゴ13』
単行本第132巻「新法王の条件」にて敵のスナイパー、ユーリー・ゴルスキーがM95を使用。
『しすばれ -Sister bullet-』
単行本第1巻にて、弾正院尽が使用。
『砂の薔薇』
テロリストがM95を使用。
『続・戦国自衛隊』
アメリカ海兵隊から鹵獲したA1を、大賀一曹が徳川家康狙撃に使用。
『望郷戦士」
ガスマスクの武装勢力の首領の1人、ビッグ・ガンがM82を使用。
『デストロ246』
約1,300m離れた殺し屋を狙撃する際に翠がM99を使用。
『東京赤ずきん』
単行本第2巻に登場。
『トランジスタ・ティーセット〜電気街路図〜』
単行本第4巻に登場。
『プランダラ』
園原水花が使用。新型の撃墜王との交戦でコルトパイソンやH&K MP7の銃弾を弾かれた際、より大口径である本銃を突き付けたことで相手を追い詰めている。
『ぽち軍曹。』
ザクさんが使用。
『魔法先生ネギま!』
単行本第30巻で、龍宮真名がA1を使用。
『めだかボックス』
本編第96箱にて、鰐塚処理が模擬弾を装填したA1を使用。
『ヨルムンガンド』
PMC「エクスカリバー」の隊員がA1を用いてココの分隊を狙撃しようとするが、ルツのカウンタースナイプを受けて無力化される。

### 小説
『zombie panic 2』
M82を使い、強敵ミッキーを倒す。
『アルティメット・ファクター』
第6巻で、XM109 ペイロードをギャラガー・ドラッグスラーが自律式多脚戦車「AMBT」に向けて使用。脆弱な部位の破壊に用いる。
『学園キノ』
第3巻で、A2をサモエド仮面f（フォルティシモ）に使用。10発の弾丸を100m以内に居るサモエド仮面fに向けて連射している。
『ゲート 自衛隊 彼の地にて、斯く戦えり』
自衛隊の「対物狙撃銃」として登場し、動乱編・総撃編・湯煙温泉編（外伝）で特殊作戦群が使用する。
『自衛隊三国志』
三国時代へタイムスリップした自衛隊国際連合平和維持活動（PKO）部隊の装備として、XM109 ペイロードが「バレットM109SP」の名称で登場。自衛隊から使い方を習った関羽も使用する。
『生徒会の一存』
生徒会の九重（9巻）「えくすとら〜渡す生徒会〜 椎名深夏の場合」にて、ヒロインのひとりである椎名深夏が主人公の杉崎鍵にバレンタインでチョコを渡す際に「バレンタインのチョコ」と言えずに咄嗟に「バレットM82A3だよ」と答えている。杉崎鍵は瞬時にそれがライフルの名前であることに気づくと同時に大きさからして渡された物が対物ライフルなわけがないと否定している。
『ソードアート・オンライン』
アンダーワールドにログインしたガブリエルがXM500を使用。PGMヘカートIIを装備したシノンと銃撃戦を繰り広げる。
『とある魔術の禁書目録』
第3巻序章にて、妹達の1人が一方通行の狙撃にA1にフルオート射撃機能を追加した改造モデル「鋼鉄破り（メタルイーターMX）」を使用。フルオート射撃を行っている。アニメ版でも使用。同じくフルオート射撃を行っている。
『緋弾のアリア』
第10巻からレキがM82を所持している。
『目指せ！一騎当千 〜ぼっち自衛官の異世界奮戦記〜』
第2巻でA3が登場。主人公は持てあまし気味だったが、スナイパーの素質があったアンジェリカが愛銃として使用している。

### ゲーム
『Alliance of Valiant Arms』
傭兵モードの傭兵隊長「エヴァ・マリア・ヴォレル中尉」が使用。狙撃モード時に落ちているものを使える。
AVA Boxの中の期間限定EURO Boxで入手することも可能。
『America's Army』
狙撃兵が使う武器として使用可能。
『ARMA 2』
アメリカ軍制式のM107として登場。
『BLACKSHOT』
A1が登場。ゲーム内ガチャ（BlackBox）でランダム出現する。
『Killer7』
主人公、ハーマン・スミスが使用。
『Operation Flashpointシリーズ』
『OFP:DR』
アメリカ海兵隊陣営で使用可能なスナイパーライフルとしてA1が登場する。20倍率スコープを搭載した通常仕様と10倍率AN/PAS-13を搭載した夜間任務仕様を選択可能。キャンペーンでは01 Dragon Risingと10 Decapitationで使用可能。
『OFP:RR』
ミッション06 願いごとは慎重に、ミッション07 砂中の戦線、ミッション10 はじまりの終わりで使用可能。

『Paperman』
A3が登場。ゲーム内通貨90,000PGで販売。
『THE 最後の日本兵 〜美しき国土奪還作戦〜』
「N82狙撃銃」として登場。
『WarRock』
がらっちゃの1等景品として登場。
『カウンターストライクオンライン』
M95が期間限定で無期限武器として販売。価格は1,900円（P）。その後は耐久武器として販売される。
『グランド・セフト・オートV』
M107が「ヘビースナイパー」の名称で登場する。
『クロスファイア』
ガチャの景品として登場。
『ゴーストリコン アドバンスウォーファイター』
「M107 Sniper」として登場。
『コール オブ デューティシリーズ』
『CoD4』
プライスの少尉時代の回想でA1を使用。マルチでも一定の階級になれば使える。
『CoD:MW2』
「Barrett .50cal」の名称でキャンペーンとマルチに登場。
『CoD:MW3』
「バレット.50」の名称でキャンペーンとマルチに登場。
『CoD:BO2』
「Barrett M82A1」の名称でキャンペーンとゾンビモードに狙撃銃として登場。
『CoD:AW』
「Atlas 20mm」の名称で近代化改修を施されたA2が登場する。
『CoD:MW』
「RYTEC AMR」の名称でXM109がマルチに登場。

『タイムクライシス4』
第1ステージボスのマーカス・ブラック大尉が使用。片手で射撃する。
『デッドライジング2』
「スナイパーライフル」の名称で登場。市内の銃砲店に陳列されているほか、4人組の市民軍が使用。バイポッドが付属しているが使用不可。
『荒野行動』
「AMR-83」という名称で登場。
『バトルフィールドシリーズ』
『BF1942』
湾岸戦争を題材としたMOD「DesertCombat」に登場。要所に置かれており、イラク軍・米軍ともに拾って使用できる。
『BF2』
狙撃兵のアンロック武器としてM95が登場。ゲームファイルの中にA1もあるが、使用できない。
『BF2MC』
USMC狙撃兵が使う武器としてM95が登場。
『BFBC』
狙撃兵のアンロック武器としてM95が登場。
『BFBC2』
偵察兵のアンロック武器としてM95が登場。
『BF3』
キャンペーンの「KAFFAROV」にて登場。ナイトビジョンスコープつき。
『BF4』
M82A3が、特定のマップに配置されている。
『BFH』

『マーセナリーズ2 ワールド イン フレームス』
「対物ライフル」の名称でM95が登場する。
『マックスペイン 3』
「BarrettM82」として、シングルプレイ、オンラインプレイで登場。
主人公はスコープを覗くことなく立ちながら、片手で軽々ともつ。スコープも使える。
『メタルギアソリッド4』
A2が登場。ドレビンショップで購入可能。東欧で登場する米軍兵士とジョニーも装備している。小島監督推薦。
『龍が如く OF THE END』
主人公の1人である桐生一馬の専用武器として登場。作中の名は「XK.50対物狙撃銃」であり、実銃と色やデザインが微妙に異なる。立ったまま（走りながら）正確に射撃する。
『レインボーシックス3 ブラックアロー』
M82が登場。
『フォートナイト』
「ヘビースナイパーライフル」という名で宝箱・救援物資から出現する。